# Chytonix chlorostigma
Chytonix chlorostigma är en fjärilsart som beskrevs av Harvey 1876. Chytonix chlorostigma ingår i släktet Chytonix och familjen nattflyn. Inga underarter finns listade i Catalogue of Life.